# Només la fi del món
Només la fi del món (francès: Juste la fin du monde) és una obra de teatre francesa de 1990 de Jean-Luc Lagarce. Es tracta d'un personatge anomenat Louis que torna a la seva família per anunciar la seva malaltia terminal. Lagarce va escriure l'obra l'any 1990,quan es plantejava la seva pròpia mort. El 2008, la Comédie-Française va afegir l'obra al seu repertori. Va guanyar el Premi Molière 2008 al millor espectacle en un teatre nacional. El 2016 va ser adaptada al cinema amb el mateix títol per Xavier Dolan.

## Argument
Louis torna a casa de manera sorprenent i se'n va de sobte després que els membres de la família donen monòlegs de durada variable en què de vegades es repeteixen o violen la propia gramàtica La lluita dels personatges per comunicar en què de vegades intenten repetir el que volien dir és un tema de l'obra i s'il·lustra amb una escena en què Suzanne critica dos membres de la família per donar-se la mà com a desconeguts. Indicacions escèniques contradictòries mostren que l'obra està ambientada en "un diumenge", però també que cobreix gairebé un any.

## Personatges
- Louis, personatge principal (34 anys)
- Suzanne, germana petita de Louis i Antoine (23 anys)
- Antoine, germà petit de Louis (32 anys)
- Catherine, dona d'Antoine (32 anys)
- La mare (61 anys)

## Estrena
L'obra va ser adaptada a una posada en escena per François Berreur l'any 2007, amb el repartiment següent : Danièle Lebrun, Elizabeth Mazev, Clotilde Mollet, Hervé Pierre, Bruno Wolkowitch, i els assajos dels quals van ser objecte d'un vídeo del director Joël Curtz.
L'obra va entrar al repertori de la Comédie-Française el març de 2008, amb la direcció de Michel Raskine (premiada per la Molière al millor espectacle), i va donar lloc a noves actuacions durant la temporada 2009-2010 (repetició).
Samuel Theis també va dirigir Juste la fin du monde el 2011. L'espectacle va guanyar els premis de la SACD i de Théâtre 13 Jeunes metteurs en scènes.
El 2020 fou posada en escena per Félicité Chaton, assistida per Suzie Baret-Fabry, amb la col·laboració artística d'Angèle Peyrade.

## Adaptació cinematogràfica
El director canadenc Xavier Dolan va dir que quan va llegir originalment l'obra, es va sentir perdut i va citar el seu estil i la naturalesa agressiva dels personatges. Més tard la va rellegir i va dir: "Un dia, no sé què era, el vaig treure del prestatge i de sobte vaig entendre i apreciar aquest estil d'escriptura estrany i detallat."

Dolan va descriure l'extens treball necessari per adaptar l'obra teatral al cinema:
| « | Vaig intentar mantenir la idiosincràsia i la singularitat del vernacle de Lagarce tant com vaig poder.... L'obra és verbosa, el llenguatge nerviós i prolix. Els personatges corregeixen la seva pròpia gramàtica constantment, colpejant-se, reformulant les seves pròpies frases. Vaig mantenir tot allò tal com està, bàsicament, però òbviament vaig haver de reduir la mida de molts monòlegs i, per descomptat, es van deixar caure alguns episodis. El que realment es va remodelar és l'estructura. La segona meitat de l'obra és gairebé totalment abstracta. Els personatges parlen amb tothom i amb ningú, tots a l'escenari, però en diferents llocs... Suposo que va ser molt teatral i no ens va proporcionar una formació adequada. El clímax de l'obra és només entre el paper principal i el seu germà, i té 8 pàgines... Així que vaig haver de reciclar fragments d'escenes anteriors, escenes omeses i escenes que vaig inventar des de zero per escriure'n la segona meitat i el final. | » |

La pel·lícula de Dolan va guanyar el Gran Premi al 69è Festival Internacional de Cinema de Canes i altres honor.

## Versió en català
L'obra ha estat traduïda al català per Ramon Vila i posada en escena per Oriol Broggi el 12 d'octubre de 2020 a la Biblioteca de Catalunya, i protagonitzada per Muntsa Alcañiz, Clàudia Benito, Màrcia Cisteró, Sergi Torrecilla i David Vert.